# Jean af Orléans (født 1965)
Jean af Orléans, greve af Paris, hertug af Vendôme (fransk: Jean-Carl Pierre Marie d'Orléans) (født 19. maj 1965 i Boulogne-Billancourt, Hauts-de-Seine, Île-de-France, Frankrig er en fransk prins, der siden 2019 har været én af Frankrigs tre tronprætendenter.

## Forfædre
Prins Jean er søn af Henri af Orléans og Marie-Thérèse af Württemberg. Han er desuden sønnesøn af Henri af Orléans, greve af Paris, der var fransk tronprætendent fra 1940 til 1999.
Pga. kongelig indavl gennem århundreder nedstammer prinsen fra Henrik 4. af Frankrig, den første konge af Huset Bourbon, gennem ikke færre end 108 linjer.

## Familie
Prins Jean er gift og har tre døtre og to sønner.
Gaston af Orléans (født 2009) er den ældste søn, og dermed titulær kronprins (dauphin de France).

## Tronprætendent
Den 31. december 2017 døde François, greve af Clermont, der var prins Jeans ældre bror, og Jean blev titulær kronprins (dauphin de France).
Den 21. januar 2019 døde prins Jeans far, prins Henri, og Jean blev dermed fransk tronprætendent.